# اورگان (چادگان)
اورگان، مرکز بخش چنارود و روستایی از توابع این بخش در  شهرستان چادگان استان اصفهان ایران  می باشد.

## مردم

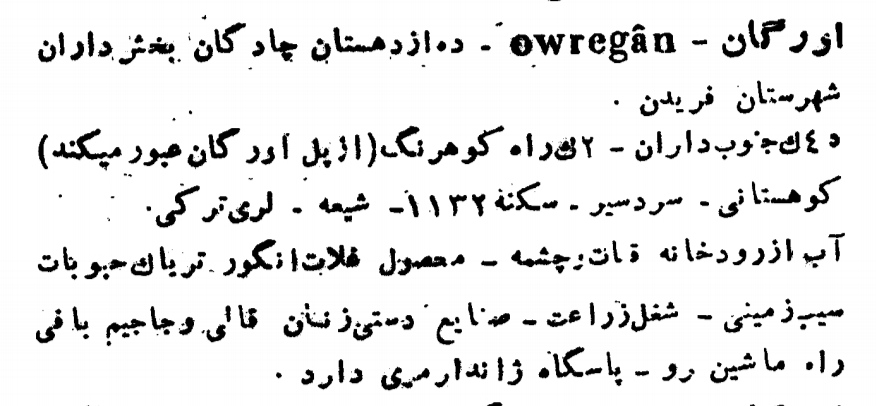
روستای اورگان در کتاب فرهنگ جغرافیایی ایران

مردم این روستا از طایفه استکی چهارلنگ بختیاری، می باشند.امروزه مردم این روستا به لری بختیاری  صحبت می کنند.

## جمعیت
این روستا در دهستان چنارودجنوبی قرار دارد و براساس سرشماری مرکز آمار ایران در سال ۱۳۸۵، جمعیت آن ۸۴۸ نفر (۱۹۹خانوار) بوده‌است. قابل ذکر است که بیش از هشت هزار نفر با اصالت اورگانی  ، در شهر اصفهان و سایر مراکز مهاجرت ساکن هستند